# Катав-Івановськ
Катав-Івановськ — місто (з 1939) в Росії, адміністративний центр Катав-Івановського району Челябінської області.
Населення — 16 554 особи.

## Назва
Місто назване на честь купця і промисловця Івана Твердишева і його зятя Івана Мясникова з додаванням в нього назви річки Катав. Гідронім у свою чергу походить від етноніма башкирського племені катай.

## Географія
Місто розташоване на річці Катав (притока Юрюзані), за 260 км від Челябінська.

## Історія
Симбірські купці та промисловці Іван Борисович Твердишев і його зять Іван Семенович Мясніков, розвідавши багате Бакальське родовище залізних руд, заснували в 1755 році на березі річки Катав (башкирською мовою «катай» — швидка річка) в Уфимському повіті Оренбурзької губернії залізоробний завод, в 1757 році на березі річки Юрюзань — Юрюзань-Івановський молотовий і доменний завод, і в 1758 році при впадінні річки Катав в річку Юрюзань — Усть-Катавський молотовий завод. У перші десятиліття свого існування Катав-Іванівський завод з продуктивності та якості чавуну був головним на Уралі і провідним в Росії, перевершуючи шведське та англійське доменне виробництво. Протягом 150 років завод перебував у віданні горнозаводчиків князів Білосільських-Білозерських (спадкоємців І. С. Мясникова). У 1922 році при скасуванні Уфимської губернії Катав-Іванівська і Усть-Катавська волості Уфімського повіту були приєднані до Златоустівського повіту Челябінської губернії, який після створення в 1923 році Уральської області був перетворений в Златоустівський округ. Після розділу в 1934 році Уральської області на Свердловську і Челябінську області, в 1935 році у складі Челябінської області був створений Катавський район з центром у Катав-Івановську, що отримав в 1933 році статус міста.

## Економіка
- Катав-Івановський ливарний завод
- Завод «Катавський цемент»
- Катав-Івановський приладобудівний завод
- ЗАТ «СМАРТ»